# George Marino
George Marino, född 15 april 1947, död 4 juni 2012, var en amerikansk masteringingenjör. Han började arbeta inom musikindustrin 1967 för Capitol Studios och började sedan på Sterling Sound 1973, men hade innan det själv spelat gitarr i flera band från New York. Han har arbetat med band och album såsom Bon Jovis Slippery When Wet (1986), Guns N' Roses Appetite for Destruction (1987), Mötley Crües Dr. Feelgood (1989), Metallicas Metallica (1991), Ozzy Osbourne, Dio, Anthrax, Danzig, Iron Maiden, Deep Purple, Dokken, Saxon, Death Angel, The Offspring, Stevie Wonder, John Lennon & Yoko Ono, AC/DC, Coldplay, Whitney Houston och 3 Doors Down. Marino vann tre Grammy Awards under sin livstid, den sista för sitt arbete med Arcade Fires album The Suburbs (2010). 
Marino avled den 4 juni 2012 i sviterna av lungcancer. Han begravdes i Westchester County.